# Luidia hardwicki
Luidia hardwicki is een kamster uit de familie Luidiidae.
De wetenschappelijke naam van de soort werd, als Petalaster hardwicki, in 1840 gepubliceerd door John Edward Gray.